# مراهق (رواية)
مراهق (بالروسية: Подросток، بودروستوك) رواية من تأليف الكاتب الروسي فيودور دوستويفسكي. كتب دوستويفسكي الرواية بين عامي 1874 و1875، ونُشِرت للمرة الأولى مُجزَّئةً في عام 1875 في مجلة «مذكرات الوطن» (Отечественные записки). في البداية كتب دوستويفسكي هذه الرواية تحت عنوان «شقاق»، ثمَّ عدل عن ذلك العنوان إلى العنوان الحالي. منذ نشرها حصدت الرواية آراءً متباينة، وهي لا تُعدُّ من أفضل أعمال دوستويفسكي، ووصفها رونالد هينغلي الخبير في أعمال دوستويفسكي أنَّها «رواية سيئة»، وفي المقابل دافع عن جودتها عدد من النقاد.

## عناصر القصة
تحكي الرواية قصة المثقف ذي التسعة عشر عاماً «أركادي دولغوركي»، وهو الابن غير الشرعي لـ«فيرسيلوف»، مالك أراضٍ مثير للجدل بعشقه للنساء. يتمحور سرد الرواية حول العلاقة بين الابن وأبيه والصراع بينهما، خاصةً الصراع الفكري، الذي يُمثِّل المعركة بين الفكر الروسي التقليدي في الأربعينيات من القرن التاسع عشر والفكر العدمي الصاعد بين الشباب الروسي في الستينيات، واكتسب أركادي نظرةً سلبية نحو الثقافة الروسية، على عكس الثقافة الأوروبية الغربية التي هتف لها. وتُركِّز الرواية أيضاً على تطوُّر التوجُّه الفكري في حياة أركادي، وكيف قام باستغلاله لتغيير واقعه، وبالتحديد ثورته ضُدَّ مجتمعه ووالده، ورفضه دخول الجامعة، واستقلاليته، وتهافته على المال ورغبته في الثراء والقوة.
يلوح في الرواية سؤال التحرر، أو ماذا سنفعل حيال الأقنان المحررين حديثًا في مواجهة التأثير الفاسد للغرب. والدة اركادي هي قنَة سابقة، وفيرسيلوف هو مالك الأرض، وفهم علاقتهما هو في نهاية المطاف جوهر سعي أكادي ليكتشف من هو فرسيلوف، ومالذي فعله لوالدته. الإجابة على سؤال التحرر، في رواية دوستويفسكي، تتعلق بكيفية تعليم الأقنان ومعالجة الأضرار الناجمة عن إصلاحات بيترين من أجل بناء هوية روسية جديدة.
كتبت الرواية ونشرت بشكل متسلسل، بينما كان ليو تولستوي ينشر آنا كارنينا. تتناقض رواية دوستويفسكي حول «الأسرة العرضية» مع رواية تولستوي عن العائلة الروسية الأرستقراطية.

## الشخصيات
- أركادي ماكاروفيتش دولغوروكي هو بطل الرواية. أخذ اسم دولغوروكي من والده بالتبني المسن، رغم كونه الابن غير الشرعي لمالك الأرض المُبدِد فيرسيلوف. حلم أركادي هو «أن يصبح روتشيلد» (أي أن يصبح فاحش الثراء كأنه عضو من عائلة روتشيلد الشهيرة). في سعيه للحصول على الثروة، أصبح أركادي متورطًا مع متآمرين اشتراكيين وأرملة شابة، الذين يعتمد مستقبلهم بطريقة ما على وثيقة خاطها أركادي في سترته.
- مقار إيفانوفيتش دولغوروكي فلاح مسن ووالد أركادي الشرعي. كان في السابق قنًا في تركة فيرسيلوف. وهو حاج ديني متجول محترم يتولى دور «الأحمق المقدس» في أعمال دوستويفسكي. عند وفاته، يعلن عن حب الله وفضائله المسيحية.
- أندريه بتروفيتش فيرسيلوف الأب البيولوجي لأركادي ومالك الأرض المبدِّد. تحوم حوله الفضائح، بما في ذلك تاريخ مع فتاة غير مستقرة عقليًا، يشاع عنها كونها كاثوليكية. عند نقطة ما، يتنافس فيرسيلوف وأركادي على عواطف نفس الشابة.
- كاترينا نيكولاييفنا أخماكوفا أرملة شابة، ومحط اهتمام رومانسي لكلٍ من فيرسيلوف وأركادي. قد يكون للرسالة المخاطة إلى سترة أركادي عواقب وخيمة على مستقبلها.
- مسيو توتشارد كان مدرسًا في مدرسة أركادي القديمة. طبيعته الصارمة، وازدراؤه لأركادي كان له وقع عميق على بطل الرواية.
- صوفيا أندريفنا دولغوروكي والدة أركادي. كانت قنًة  في تركة فرسيلوف قبل التحرر، وتزوجت من مقار إيفانوفيتش. كانت عشيقة فيرسيلوف، لكنها ظلت متزوجة من مقار إيفانوفيتش.

## الترجمات باللغة الإنجليزية
هذه هي قائمة الترجمات غير المختصرة للرواية باللغة الإنجليزية:
- كونستانس غارنيت (1916)
- أندرو ر. ماك آندرو (1971، بعنوان المراهق)
- ريتشارد فريبورن (1994، بعنوان أسرة عَرَضيّة)
- ريتشارد بيفير ولاريسا فولوخونسكي (2003، بعنوان المراهق)
- دورا أوبراين (2017، بعنوان المراهق)

## آراء نقدية
اعتقد رونالد هينجلي، مؤلف كتاب الروس والمجتمع والمتخصص في أعمال دوستويفسكي أن هذه الرواية سيئة، بينما دافع ريتشارد بيفير (في مقدمة ترجمته ولاريسا فولوكونسكي للرواية عام 2003)، عن قيمتها.